# Ophiomoeris
Ophiomoeris is een geslacht van slangsterren uit de familie Ophiacanthidae.

## Soorten
- Ophiomoeris exuta Stöhr, 2011
- Ophiomoeris nodosa (Koehler, 1905)
- Ophiomoeris obstricta (Lyman, 1878)
- Ophiomoeris tenera (Koehler, 1897)